# らじこん
らじこん（RADICON）は、TBSラジオ&コミュニケーションズ事業局がかつて運営していた、音声コンテンツのポータルサイト。全国の各ラジオ局やコンテンツプロバイダーが制作したインターネットラジオ、ポッドキャスト等の有料音声コンテンツが販売されていた（一部無料コンテンツもあり）。

## 概要
2010年3月25日にベータ版が公開され、4月5日に開設された。当初はTBSラジオのほか、和歌山放送、ラジオ福島、秋田放送、テレコム・サウンズが参加。当サイトのコンテンツは、TBSラジオが自社開発して2009年から稼働していた、コンテンツ配信プラットフォームを使用して配信された。
地方のラジオ局も多く参加することで、地域色を出したコンテンツや制作番組を全国に発信する機会としたり、音声コンテンツ制作会社やセミプロ団体等にも参加を呼びかけ、従来のラジオ放送にとらわれない多様なコンテンツ配信の体制を目指した。2012年時点で、TBSラジオがキー局であるJapan Radio Network (JRN)の加盟ラジオ局以外にも、JRN非加盟のラジオ局や、ラジオ局以外の制作会社が参加した。
コンテンツは、各ラジオ局の放送番組から抜粋されたものの他、ポッドキャストなどのオリジナルコンテンツなども多く配信された。配信形式はWindows Media Audio (WMA)。ダウンロードによる配信であり、CDへのコピーは3回まで、SDMI準拠/非準拠のポータブル機器へ10回まで転送可能。なお一部コンテンツはWMA形式に加えて、PSP/ウォークマン向けの形式でも販売された。
2011年7月19日には、Android向けアプリケーション「らじこん FOR ANDROID」が公開された。
2015年3月29日にコンテンツの更新を停止、同4月30日に新規の購入およびダウンロードを終了し、同5月29日正午に再ダウンロードの停止とサイト閉鎖を行い、サービスを終了した。有料版などライセンス認証が必要なファイルは5月29日正午までに終えていなければ再生不能になる。

## コンテンツプロバイダ
2012年1月時点。
- TBSラジオ&コミュニケーションズ
  - 女子アナウンス部御中
- B.E.A.T project（アライズ・インターアクティブ）
- アール・エフ・ラジオ日本
- RKB毎日放送
- CBCラジオ
- 和歌山放送
- 日経ラジオ社（ラジオNIKKEI）
- IBC岩手放送
- 秋田放送
- テレコム・サウンズ
- ビジョン
- ティーエーシー
- レットアス・ カンパニー

### 過去のコンテンツプロバイダ
- ラジオ福島

## 参考出典
- TBSラジオ、有料音声コンテンツポータル「らじこん」を開設 -INTERNET Watch
- ラジオ界の「水曜どうでしょう」発掘なるか、TBSラジオ「らじこん」の狙い -INTERNET Watch
- 「局の垣根を越えたい」、TBSラジオが有料配信ポータルを開設 - 変わるテレビ：ITpro